# Anton Pannekoek
Anton Pannekoek (2. leden 1873 Vaassen – 28. duben 1960 Wageningen) byl nizozemský astronom a marxistický teoretik.

## Život
V oblasti astronomie zkoumal především strukturu Mléčné dráhy. Ceněny byly též jeho práce o dějinách astronomie. Na Měsíci se po něm jmenuje jeden kráter. Roku 1951 získal zlatou medaili Královské astronomické společnosti.
V oblasti marxismu byl teoretikem tzv. komunismu rad (radencommunisme), který měl velký vliv zejména na německé radikální levici po první světové válce a částečně ovlivnil i první etapu vývoje Sovětského Ruska (koncept sovětů). Pannekoek se však rychle stal velkým kritikem Lenina, leninismu i SSSR, byť často pod pseudonymy (stejně ostře ovšem kritizoval sociáldemokratismus na straně jedné a anarchismus na straně druhé). Ve 2. polovině 20. století si teorie rad uchovala jistý vliv jen v tzv. libertariánském socialismu. Vlivnou se stala jeho analýza vztahu darwinismu a marxismu, kde kritizoval tzv. sociální darwinismus.

### Astronomické práce
- Untersuchungen über den Lichtwechsel von β Lyrae (1897)
- De wonderbouw der wereld - de grondslagen van ons sterrekundig wereldbeeld populair uiteengezet (1916)
- De astrologie en hare beteekenis voor de ontwikkeling der sterrekunde (1916)
- De astrophysica en hare moderne ontwikkeling (1925)
- Results of observations of the total solar eclipse of June 29, 1927 - 1: Photometry of the flash spectrum (1928)
- Results of observations of the total solar eclipse of June 29, 1927 - 2: Photometry of the chromosphere and the corona (1930)
- De groei van ons wereldbeeld - een geschiedenis van de sterrekunde (1951)
- Het ontstaan van de mens (1957)

### Marxistické práce
- Ethik und Sozialismus - Umwälzungen im Zukunftsstaat (1906)
- Religion und Sozialismus (1906)
- Godsdienst en socialisme - voordracht, op 14 September 1905 te Bremen gehouden (1907)
- Ethiek en socialisme (1907)
- Marxisme en revisionisme (1907)
- Omwentelingen in den toekomststaat (1907)
- Der Kampf der Arbeiter : sieben Aufsaetze aus der Leipziger Volkszeitung (1907)
- Het marxisme / pro: A. Pannekoek, contra: M.W.F. Treub (1908)
- Die taktischen Differenzen in der Arbeiterbewegung (1909)
- Uit de voorgeschiedenis van den wereldoorlog (1915)
- De oorlog : zijn oorsprong en zijn bestrijding  (1915)
- Darwinisme en marxisme (1916)
- Lenin als Philosoph (1938)
- Workers' Councils (1947)